# De Orbe Novo Decades

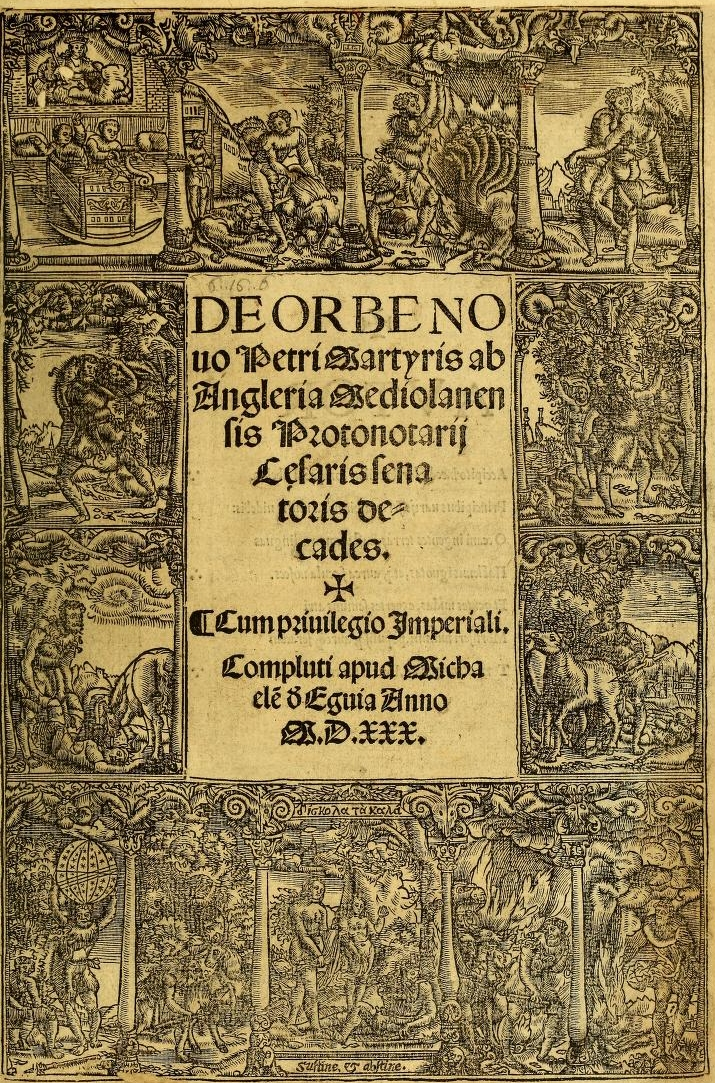
Primera página ilustrada de De orbe novo

Se denomina De Orbe Novo Decades o  Décadas del Nuevo Mundo, a una obra escrita en latín por el italiano Pedro Mártir de Anglería, cuyo título final completo es De Orbe Novo decades octo. La obra, completada sucesivamente, en su versión final está conformada por ocho partes donde cada una abarca una década, cada una de ellas, a su vez, fue escrita en diez libros.

## Contexto histórico
Mártir de Anglería, que escribió su obra entre 1494 y 1526, la publica en 1511 en Sevilla abarcando solamente la primera década. Cinco años después se publicó en Alcalá de Henares la versión oficial de las tres primeras décadas. 
En 1530, cuatro años después de la muerte de Pedro Mártir de Anglería, se publicó la obra completa con las ocho partes. Si bien Anglería nunca conoció América, su obra se nutrió de los relatos y comentarios de los descubridores españoles a los que tuvo fácil acceso por formar parte de la corte de los Reyes Católicos, la de Juana la Loca, y la de Carlos I de España, V de Alemania. Entre los personajes que conoció y de quienes se nutrió para escribir su obra, se encuentran Cristóbal Colón, Alonso de Ojeda, Américo Vespucio, Fernando de Magallanes, y Hernán Cortés.
En su obra Mártir de Anglería relata los eventos en América y las particularidades y características de sus pobladores,  comenzando con el viaje de Colón en 1492 hasta 1526.

## Estructura de la Obra
Cronología y Dedicatorias de las Ocho Décadas:
- Primera Década (1493-1510).
  - Libro I. 13 de noviembre de 1493. Dedicado a Ascanio Sforza.
  - Libro II. 29 de abril de 1494. Dedicado a Ascanio Sforza.
  - Libro III. Año de 1500. Dedicado a Luis de Aragón.
  - Libro del IV al IX. Año de 1501. Dedicado a Luis de Aragón. En 1510 el autor refundió en el libro IX el que había escrito originalmente como libro X, año de 1501, y también dedicado a Luis de Aragón.
  - Libro X. año de 1510. Dedicado a Íñigo López de Mendoza.

Esta primera Década fue publicada sin autorización de Pedro Mártir, con otros escritos suyos, en Sevilla, 1511.
- Segunda década (1514). Dedicada a León X.

(El libro X fechado el 4 de diciembre de 1514).
- Tercera Década (1514-1516). Dedicada a León X.
  - Libros del I al IV. Año de 1514.
  - Libros V y VI. Año de 1515.
  - Libros del VII al IX. Años de 1515-1516.
  - Libro X. año de 1516.

(Las tres primeras Décadas publicadas por primera vez en Alcalá, 1516).
- Cuarta Década (1520). Dedicada a León X.

Como el pontífice murió en 1521, la primera edición de esta década  [Basilea, 1521] fue dedicada a Margarita, hija del emperador Maximiliano.
- Quinta Década (1521-1523). Por fallecimiento de León X a quien pensó el autor dedicar esta quinta Década, la dedicó a Adriano IV. Por muerte de este, en 1523, la Década fue enviada a Clemente VII, por conducto del arzobispo de Cosenza.

- Sexta década (1524). Dedicada al arzobispo de Cosenza para entregarla a Clemente VII.

- Séptima década (1524). Dedicada a Francisco María Sforza, duque de Milán. Esta Década la llama Pedro Mártir la “Década ducal”.

- Octava Década (1524-1525). Dedicada a Clemente VII. Debió terminarse para finales de 1525. El libro IX está fechado 19 de noviembre de 1525.[4]